# Kyan Khojandi
Kyan Khojandi (Reims, 29 augustus 1982) is een Frans komiek, acteur en scenarioschrijver met een Franse en Iraanse culturele achtergrond. Hij is vooral bekend omdat hij de hoofdpersonage speelt in de televisieserie Bref, die van 2011 tot 2012 werd uitgezonden op Canal+.

## Biografie
Kyan Khojandi is in 1982 geboren in Reims, Frankrijk. Hij leerde viool en altviool spelen aan het conservatorium van Reims waarna hij in 2004 aan de Cours Simon werd toegelaten, een van de oudste Franse opleidingen voor theateracteurs in Parijs. Deze opleiding verkoos hij voor zijn masteropleiding in economie en sociale wetenschappen, die hij verbrak om theater te studeren. In 2006 begon hij met het professioneel schrijven voor theater maar voornamelijk in 2011 werd hij bekend vanwege zijn hoofdrol in Bref.

## Theater
- 2011: Anatole, door Kyan Khojandi en Bruno Muschio, toneelschikking François Delaive, Theater van Mathurins in Parijs
- 2011: Jamais au bon endroit au bon moment, door Greg Romano, toneelschikking Kyan Khojandi, Theater Montmartre Galabru in Parijs
- 2013: deelname aan La France a un incroyable talent
- 2016: Pulsions, door Kyan Khojandi en Bruno Muschio
- 2019: Une bonne soirée, door Kyan Khojandi en Bruno Muschio
- 2022: 1 H 22 avant la fin, door Matthieu Delaporte, toneelschikking door Matthieu Delaporte en Alexandre de La Patellière

## Televisie
- 2008: Palizzi
- 2011: Very Bad Blagues
- 2011-2012: Bref
- 2012: The Palmashow
- 2015-2016: Bloqués
- 2016-2017: Serge le Mytho
- 2021: LOL: Qui rit sort

## Film
- 2013: Chinese Puzzle gedirigeerd door Cedric Klapisch
- 2014: Lou ! Journal infime door Julien Neel
- 2014: Big Hero 6  gedirigeerd door Chris Williams en Don Hall
- 2015: Our Futures door Rémi Bezançon
- 2015: All Three of Us door Kheiron
- 2016: Rosalie Blum gedirigeerd door Julien Rappeneau
- 2016: La folle histoire de Max et Léon gedirigeerd door Jonathan Barré
- 2017: See You Up There gedirigeerd door Albert Dupontel
- 2019: Sweetheart